# Florence Kasumba

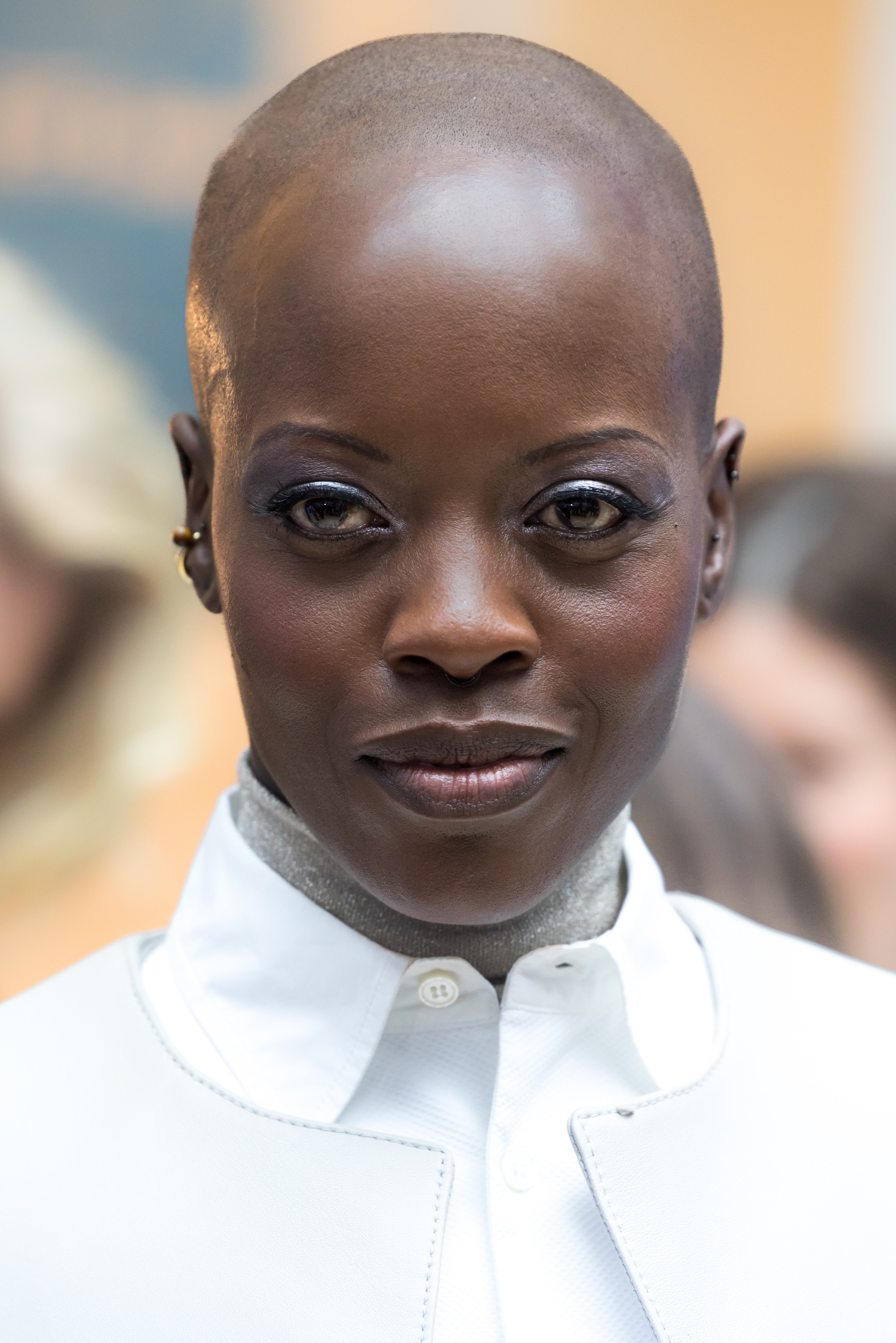
Florence Kasumba 2024

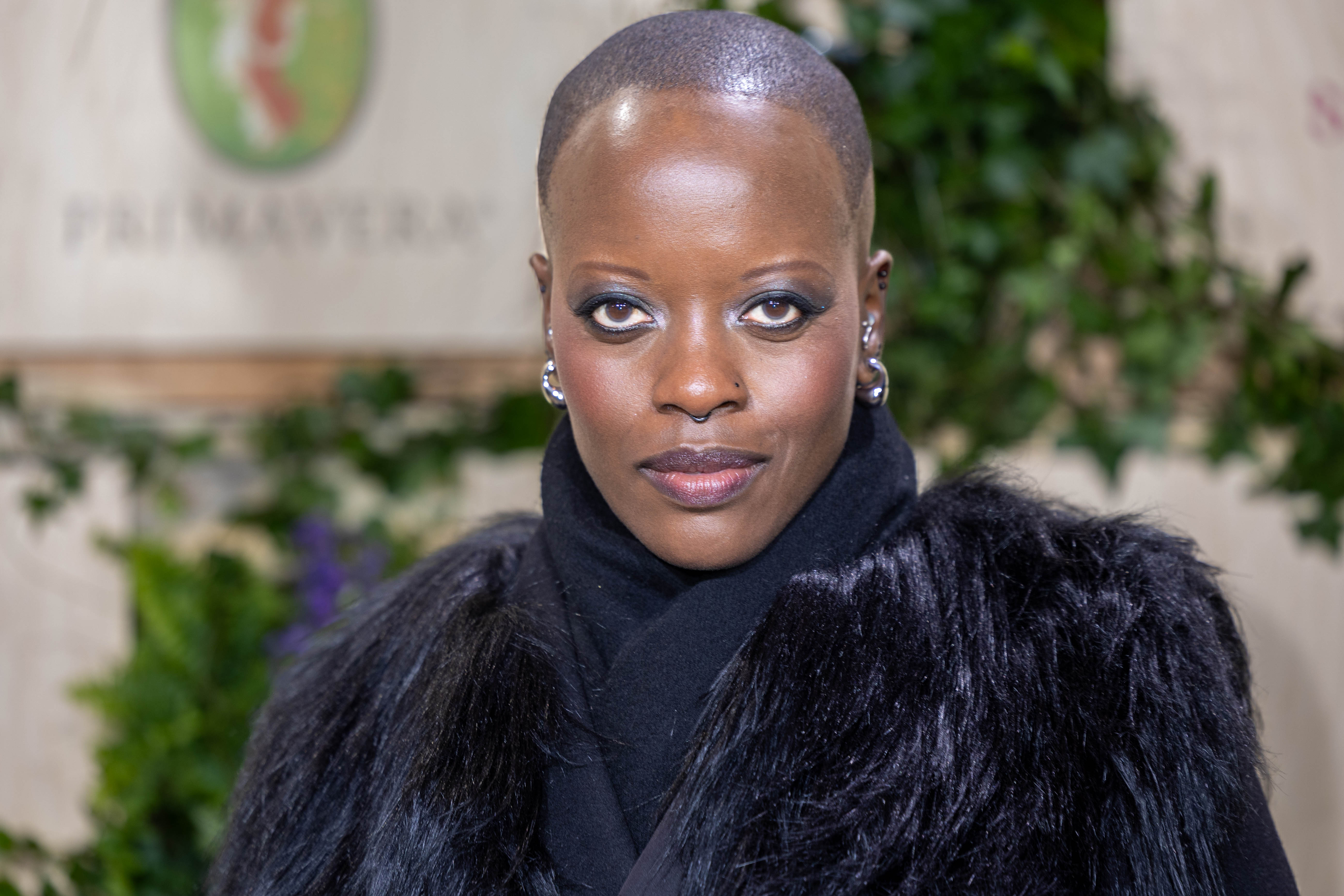
Florence Kasumba (Berlinale 2025)

Florence Kasumba (* 26. Oktober 1976 in Kampala, Uganda) ist eine deutsche Schauspielerin, Musicaldarstellerin und Synchronsprecherin. Im deutschen Fernsehen absolvierte sie zahlreiche Gastrollen, bis sie 2018 durchgängig in der Serie Deutschland 86 zu sehen war und seit Februar 2019 als Tatort-Kommissarin des NDR an der Seite von Maria Furtwängler agiert. International wurde sie insbesondere durch das Marvel Cinematic Universe, in dem sie in The First Avenger: Civil War, Black Panther, Avengers: Infinity War, The Falcon and the Winter Soldier und Black Panther: Wakanda Forever einen Auftritt hat, und durch Wonder Woman bekannt.

## Leben
Kasumba ist in Essen aufgewachsen, hat einen Bruder und eine Schwester und wohnt mit ihrer Familie in Berlin. Während der Schulzeit spielte sie im Schönebecker Jugendblasorchester Tenorsaxofon und tanzte Stepptanz, Jazz und Ballett. Nach dem Abitur absolvierte sie eine Ausbildung in Gesang, Tanz und Schauspielerei an der Fontys Dansacademie im niederländischen Tilburg. Ihre Fächer waren Ballett, Jazz, Stepptanz, Modern Jazz, Gesang, Musicalrepertoire und Schauspiel. Sie singt in der Stimmlage Mezzosopran.

## Karriere
Auf verschiedenen Bühnen in Deutschland und Österreich übernahm sie Rollen in Musicals wie Der König der Löwen (als Shenzi), Evita in Klagenfurt, Jesus Christ Superstar (als Soulgirl) in Bad Hersfeld, Mamma Mia! (als Lisa) in Hamburg, Cats (als Bombalurina), West Side Story (als Rosella) in Linz, The Life (als Tracy), Crazy for You (als Tess), Hair (als Tribe) und Die Schöne und das Biest. Von 2003 bis 2004 spielte sie die Titelrolle in Elton Johns Aida im Colosseum Theater Essen.
Eine erste Filmrolle hatte Kasumba 2001 in der niederländischen Kinoproduktion Ik ook van jou. Im deutschen Fernsehen hatte sie dann mehrere Gastrollen in Fernsehfilmen und Serien. Eine Hauptrolle übernahm sie 2011 im Tatort-Krimi Der illegale Tod. Im Tatort Borowski und das Meer, der am 30. März 2014 ausgestrahlt wurde, hatte sie eine Nebenrolle inne. 2016 spielte sie eine kleine Rolle als Chefin des Sicherheitsstabs von T’Challa (Chadwick Boseman) im Film The First Avenger: Civil War. Die Rolle wurde für den Film Black Panther unter dem Rollennamen Ayo ausgebaut. In der NBC-Fernsehserie Emerald City – Die dunkle Welt von Oz spielte sie unter der Regie von Tarsem Singh die Rolle der East, der Hexe aus dem Osten.
Im Juni 2018 gab der NDR bekannt, dass Florence Kasumba (als Anaïs Schmitz) künftig an der Seite von Maria Furtwängler (Charlotte Lindholm) beim Göttinger Tatort mitwirken wird. Ihren Auftakt gab sie am 3. Februar 2019 in der Episode Das verschwundene Kind.
Florence Kasumba ist Mitglied der Deutschen Filmakademie.

## Filmografie
- 2001: Ik ook van Jou
- 2005: Die Anrheiner – Folge: 411 und 412
- 2006: Tatort: Tod aus Afrika
- 2006: Vier Frauen und ein Todesfall – Kopfüber
- 2007: Die Familienanwältin (Fernsehserie – Die Beschneidung)
- 2008: Das Papst-Attentat
- 2009: Romy
- 2010: Kongo
- 2010: SOKO Wien (auch: SOKO Donau) – Heartbreaker
- 2010: Kreutzer kommt
- 2011: Tatort: Der illegale Tod
- 2011: Tatort: Tod einer Lehrerin
- 2011: Buschpiloten küsst man nicht
- 2012: Das Vermächtnis der Wanderhure
- 2012: Transpapa
- 2013: Großstadtrevier (Fernsehserie, 1 Folge)
- 2013: In aller Freundschaft – Wünsche[6]
- 2013: Der letzte Bulle – Uschi mach kein Quatsch
- 2013: Tatort: Gegen den Kopf
- 2014: Zeit der Kannibalen
- 2014: The Quest (Fernsehserie, 10 Folgen)
- 2014: Tatort: Borowski und das Meer
- 2015: Es kommt noch besser
- 2015: Matterns Revier
- 2015: Letzte Spur Berlin – Abseitsfalle
- 2015: Dominion (Fernsehserie, 3 Folgen)
- 2016: Offline – Das Leben ist kein Bonuslevel
- 2016: Tatort: Im gelobten Land
- 2016: The First Avenger: Civil War
- 2016: Was Männer über Frauen reden
- 2017: Emerald City – Die dunkle Welt von Oz (Emerald City, Fernsehserie, 3 Folgen)
- 2017: Wonder Woman
- 2017: Arthur & Claire
- 2017: Dr. Klein (Fernsehserie, 1 Folge)
- 2018: Black Panther
- 2018: Mute
- 2018: Avengers: Infinity War
- 2018: Alarm für Cobra 11 – Most Wanted
- 2018: Deutschland 86 (Fernsehserie, 10 Folgen)
- 2019: Tatort: Das verschwundene Kind
- 2019: Der Staatsanwalt – Liebe und Gier (Fernsehserie)
- 2019: Der letzte Bulle
- 2019: Preis der Freiheit (Fernseh-Dreiteiler)
- 2019: Criminal: Deutschland (Fernsehserie, 3 Folgen)
- 2019: SCHULD nach Ferdinand von Schirach – Der Freund
- 2020: Tatort: Krieg im Kopf
- 2020: Spides (Fernsehserie, 8 Folgen)
- 2020: Tatort: National feminin
- 2020: Deutschland 89 (Fernsehserie)
- 2020: Blind ermittelt – Zerstörte Träume (Fernsehreihe)
- 2021: The Falcon and the Winter Soldier (Fernsehserie, 3 Folgen)
- 2021: Kitz (Fernsehserie, 5 Folgen)
- 2022: Tatort: Die Rache an der Welt
- 2022: Black Panther: Wakanda Forever
- 2022: A Midsummer Night’s Dream
- 2023: Get Up
- 2023: Tatort: Geisterfahrt
- 2024: Märchenperlen: Dornröschen und der Fluch der siebten Fee (Fernsehreihe)
- 2024: Hameln
- 2025: Tatort: Im Wahn

### Synchronrollen
- 2019: Der König der Löwen (The Lion King, Stimme von Shenzi (englisch + deutsch))